# Anthenea tuberculosa
Anthenea tuberculosa är en sjöstjärneart som beskrevs av Gray 1847. Anthenea tuberculosa ingår i släktet Anthenea och familjen Oreasteridae. Inga underarter finns listade i Catalogue of Life.